# Болгарська хокейна федерація
Болгарська хокейна федерація (болг. Българска федерация по хокей на лед) — організація, яка займається проведенням на території Болгарії змагань з хокею із шайбою. Утворена у 1946 році, член ІІХФ з 25 липня 1960 року. Об'єднує 7 клубів, понад 230 зареєстрованих гравців (із них 127 дорослих). У країні 4 відкритих майданчиків зі штучним льодом і 3 Палаци спорту, найбільший у Софії («Славія») місткістю 3,000 місць.

## Історія
У 1929 році був створений Болгарський клуб ковзанярського спорту, відбулося кілька зустрічей із хокею з шайбою між командами цього клубу, а потім і між командами АС-23 і ФК-13. У 1949 році у Софії старий майданчик «Юнак» був пристосований під ковзанку і відбувся перший турнір в історії болгарського хокею. У ньому взяли участь команди «Спартак», «Славія», «Левскі» і «Средец» (названі у порядку зайнятих місць). Взимку 1949 року відбувся перший чемпіонат столиці, у якому переміг «Академік». У 1950 році у п'яти із знову організованих добровільних спортивних товариств були створені секції хокею із шайбою і хокейні команди. 
У 1952 році на льоду високогірного озера біля вершини гори Мусала проведено перше республіканське першість з хокею. У тому ж сезоні вперше відбулася юнацька хокейна першість. У 1960 році у Софії споруджено першу ковзанку зі штучним льодом, а у 1973 році у дію вступили два майданчики зі штучним льодом у Софії і один у Стара Загорі. У сезоні 1953—54 років болгарський хокей вийшов на міжнародну арену: після тренувального збору у Берліні відбулися матчі болгарських хокеїстів із командами Югославії, Румунії, Угорщини та Чехословаччини. 

## Турніри
У чемпіонаті Болгарії беруть участь 5—6 команд, останні кілька років грають у 5 кіл. З 1985 року після завершення попереднього турніру команди, що зайняли 1—2-е місця, проводять серію з трьох матчів. Очки, набрані у попередньому турнірі, враховуються, якщо якась із команд стає недосяжною, решта матчів не проводяться. 
Чемпіони Болгарії: «Червено знаме» (Софія) — 1952, 1956, 1957 і 1959—1964, «Ударник» (Софія) — 1953 і 1954, «Торпедо» (Софія) — 1955, ЦДНА (Софія) - 1964, ЦСКА «Червен знаме» (Софія) — 1965—1967, «Металург» (Перник) — 1968, ЦСКА «Септемврійско знаме» (Софія) — 1969, 1971—1975, 1983, 1984 і 1986, «Кракра» (Перник) — 1970, «Левські-Спартак» (Софія) — 1976—1982, 1989, 1990, 1992 і 1995, «Славія» (Софія) — 1985, 1987, 1988, 1991, 1993, 1994, 1996—1999, 2004. У 1958 році чемпіонат не проводився.

## Гравці та національна збірна
Збірна Болгарії перший міжнародний матч провела 25 грудня 1960 року зі збірною Угорщини (1:7). У чемпіонатах світу і Європи вперше брала участь у 1963 році (група С) у Швеції. На чемпіонатах світу виступає у групах В і С. Найкращий результат — 14-е місце (8-е у групі В) місце у загальній класифікації (1970). Найкращий результат на зимових Олімпійських іграх — 12-е місце (1976). 
Найсильніші хокеїсти Болгарії різних років:
- воротарі: А. Ілієв;
- захисники: Г. Ілієв, К. Христо;
- нападники: І. Атанасов, І. Бачваров, С. Гатчев, С. Бачваров, В. Димов, М. Ненов, Ю. Данчев, М. Бачваров, Н. Михайлов, К. Герасимов.

У Болгарії працювали радянські тренери В. Александров і В. Шувалов.